# Minnesota Lynx
Minnesota Lynx es un equipo de la WNBA, la liga profesional de baloncesto femenino. Tiene su sede en la ciudad de Mineápolis, en el estado de Minnesota. Disputa sus partidos en el Target Center. Desde 2010 está entrenado por Cheryl Reeve. Es el equipo hermano de los Minnesota Timberwolves, de la NBA, con quienes comparte estadio.

## Historia de la franquicia

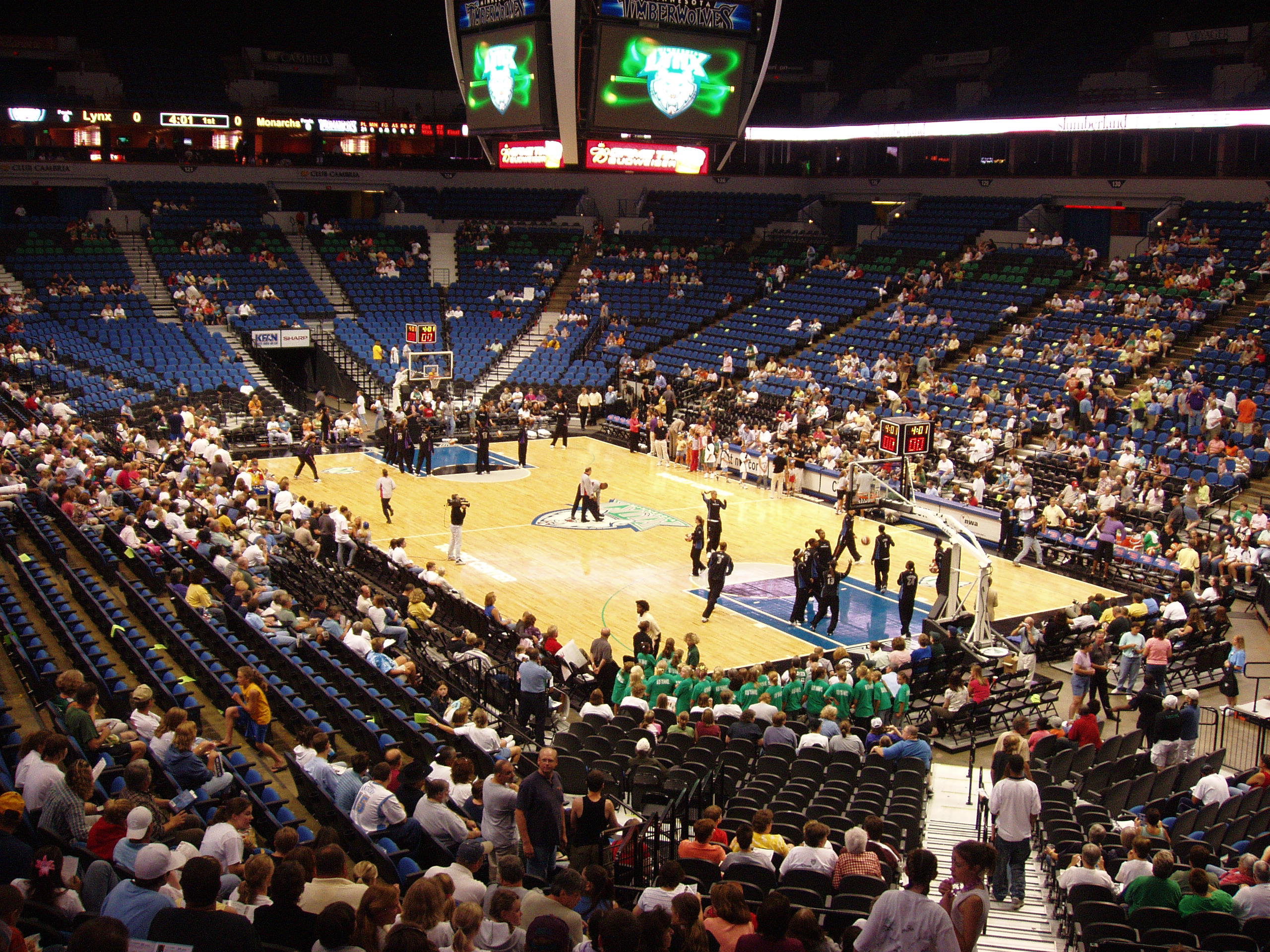
Previo de un partido de las Lynx en el Target Center.

En abril de 1998, la WNBA anunció que para la temporada siguiente habría una expansión con dos equipos nuevos, Minnesota y Orlando Miracle. Las Linx comenzaron su temporada inaugural ante su público, con 12.000 espectadores en el Target Center, ante las Detroit Shock, a las que derrotaron 68-51. Acabaron la temporada con 15 victorias y 17 derrotas.
En los años 2003 y 2004 consiguió llegar a los play-offs, aunque no consiguió pasar de primera ronda en ninguna de las ocasiones.
En 2011, el Lynx ganaron el campeonato de la WNBA.